# Горбунковское сельское поселение

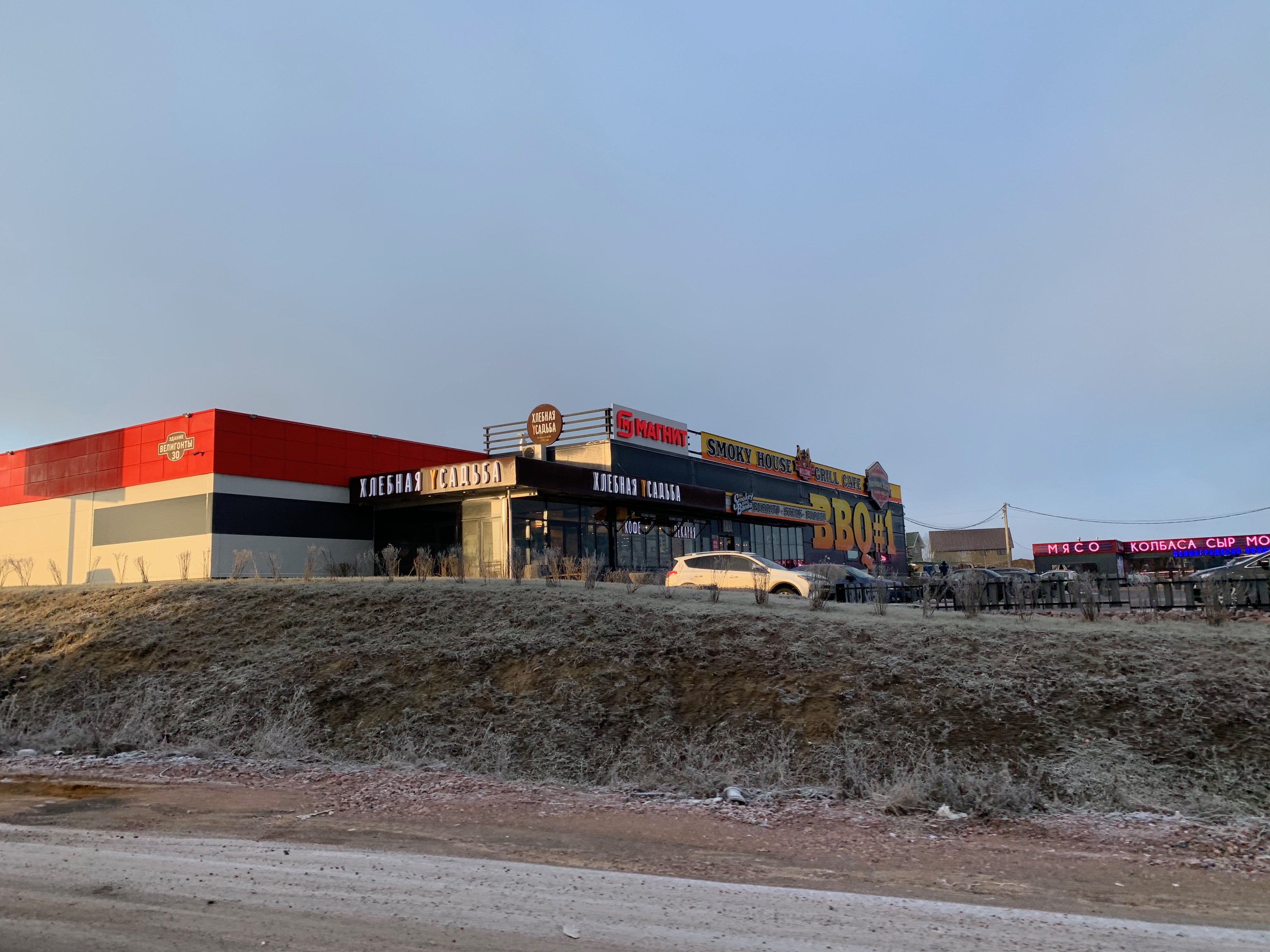
Деревня Велигонты. 2020 год

Горбунко́вское се́льское поселе́ние — муниципальное образование в восточной части Ломоносовского района Ленинградской области.
Административный центр — деревня Горбунки.

## География
Граничит:
- на западе — с Низинским сельским поселением
- на севере — с Санкт-Петербургом
- на востоке и юге — с Аннинским городским поселением
- на юге — с Ропшинским сельским поселением

По территории поселения проходят автодороги:
- А118 (Кольцевая автомобильная дорога вокруг Санкт-Петербурга)
- 41К-011 (Стрельна — Гатчина) («Стрельнинское шоссе»)
- 41К-138 (Ропша — Марьино)
- 41К-139 (Аннино — Разбегаево)

Расстояние от административного центра поселения до районного центра — 28 км.

## История
В начале XVIII века возникла слобода заводских мастеровых Стрельнинских кирпичных заводов, от которой ведёт своё начало деревня Старые Заводы, давшая в свою очередь название Заводской волости, на основе которой и было создано Горбунковское сельское поселение.
Точная дата образования Заводской волости (ранее Заводского сельсовета) неизвестна.
В августе 1927 года, Заводский сельсовет из Стрельнинской волости Гатчинского уезда вошёл в состав Урицкий района, позднее в состав Ленинградского пригородного района, затем Красносельского района, Гатчинского района и только с 1965 года Заводский сельсовет вошел в состав вновь образованного Ломоносовского района.
Деревни Райкузи и Разбегаево исконно финские. Деревни Верхняя колония и Средняя колония — бывшие поселения немецких колонистов. Деревни Новополье, Горбунки и Старые Заводы можно считать русскими).
В 1973 году центр Заводского сельсовета переведен из деревни Нижняя Колония в деревню Горбунки. 
18 января 1994 года постановлением главы администрации Ленинградской области № 10 «Об изменениях административно-территориального устройства районов Ленинградской области» Заводский сельсовет, также как и все другие сельсоветы области, преобразован в Заводскую волость.
С 1 января 2006 года в соответствии с областным законом Ленинградской области от 24 декабря 2004 года № 117-оз «Об установлении границ и наделении соответствующим статусом муниципального образования Ломоносовский муниципальный район и муниципальных образований в его составе» было образовано Горбунковское сельское поселение. В состав поселения вошла территория бывшей Заводской волости.

## Население
| 1990  | 1997    | 2002  | 2006  | 2010    | 2011    | 2012  |
| ----- | ------- | ----- | ----- | ------- | ------- | ----- |
| 8838  | ↗10 266 | ↘9560 | ↗9800 | ↗10 020 | ↗10 050 | ↘9937 |
| 2013  | 2014    | 2015  | 2016  | 2017    | 2018    | 2019  |
| ↘9830 | ↘9721   | ↘9476 | ↘9351 | ↘9197   | ↘9059   | ↘8951 |
| 2020  | 2021    | 2023  | 2024  | 2025    |         |       |
| ↗9081 | ↘8443   | ↗8528 | ↗8557 | ↘8479   |         |       |

## Состав сельского поселения
В состав сельского поселения входят 8 населённых пунктов:
| № | Населённый пункт | Тип населённого пункта          | Население    |
| - | ---------------- | ------------------------------- | ------------ |
| 1 | Велигонты        | деревня                         | ↗115 (2017)  |
| 2 | Верхняя Колония  | деревня                         | ↗84 (2017)   |
| 3 | Горбунки         | деревня, административный центр | ↘6557 (2021) |
| 4 | Новополье        | деревня                         | ↗108 (2017)  |
| 5 | Разбегаево       | деревня                         | ↗1644 (2017) |
| 6 | Райкузи          | деревня                         | ↘228 (2017)  |
| 7 | Средняя Колония  | деревня                         | ↘61 (2017)   |
| 8 | Старые Заводы    | деревня                         | ↘47 (2017)   |

## Образование
На территории поселения находится факультет психологии Ленинградского государственного университета имени А. С. Пушкина, средняя школа № 3, дошкольное детское учреждение МДОУ № 2 «Радуга», две библиотеки.

## Объекты культуры
Дворец культуры в деревне Горбунки и Дом культуры в деревне Разбегаево.

## Спорт
Спортивный комплекс в деревне Горбунки и спортивный зал в деревне Разбегаево.

## Экономика
Промзона бывшего ЗАО ППЗ «Большевик», АОЗТ п/ф «Ломоносовская», ЗАО ТЗБ «Стрельна», ЗАО СМУ-158.
Семь парикмахерских, две бани, садоводческие товарищества: СНТ «Нижняя Колония», «Горбунки», «Новосёл», два гаражных кооператива: «Спутник» в деревне Горбунки и «Маяк» в деревне Разбегаево.

## Транспорт
По территории поселения проходят автомобильные дороги: Велигонты — Разбегаево — Аннино и Стрельна — Кипень — Гатчина.

## Достопримечательности
Парк «Беззаботное» бывшей усадьбы «Беззаботная» середины XVIII века в Горбунках.